# ヘイスティ・プディング・シアトリカルズ

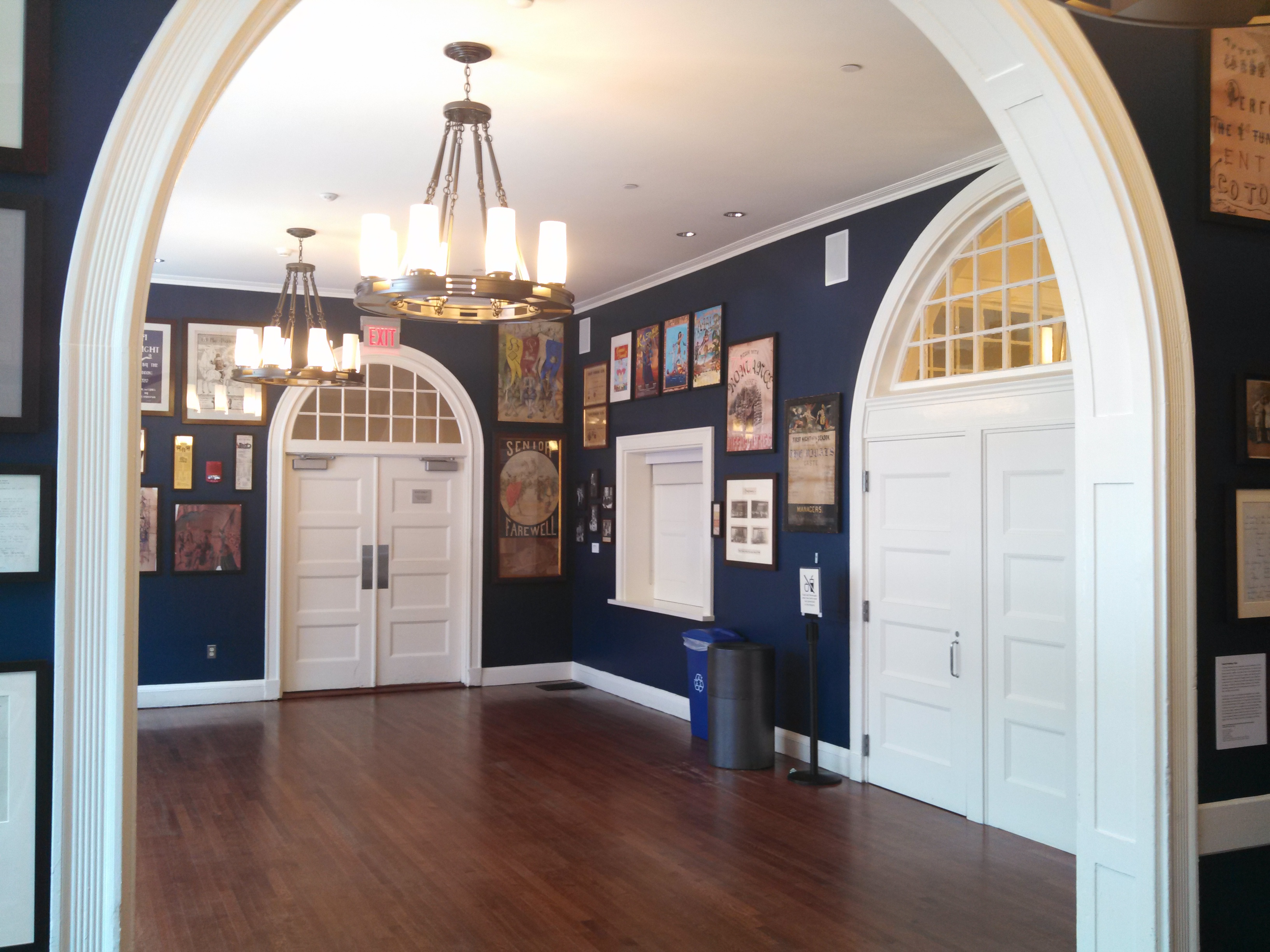
ヘイスティ・プディングのロビー

ヘイスティ・プディング・シアトリカルズまたはザ・プディング (英語: Hasty Pudding Theatricalsまたは英語: The Pudding) は、ハーバード大学の学生演劇クラブ。バーレスク異性装ミュージカルで知られる。1897年、ジョン・ウィールライトは「年齢問わず男性たちが気楽に楽しめる」と語った。

## 歴史
1795年に芸術志向のフラタニティとして創立し、大学理事会や数学などの模擬裁判の主催から始まった。1844年12月13日、著名な悲劇バーレスク『Bombastes Furioso 』で初の全編公演を行なった。以降第一次世界大戦と第二次世界大戦の時期を除き毎年公演を行なっている。しばらくの間、著名な脚本家による人気コメディを上演していたが、1882年、オウエン・ウイスターの『Dido and Aeneas 』から独自の脚本を執筆するようになった。
これまでセオドア・ルーズベルト、フランクリン・ルーズベルト、ジョン・モルガン、オリバー・ウェンデル・ホームズ・シニア、ウィリアム・ランドルフ・ハースト、作詞家アラン・ジェイ・ラーナー、アカデミー賞受賞者ジャック・レモン、ユーモア作家アンディ・ボロウィッツ、芸術家ヘンリー・アイヴス・コブ・ジュニア、元マサチューセッツ州知事ウィリアム・ウェルドなどが所属している。1948年、フェリサ・ヴァノフ(1925年–2014年)がカンパニー初の女性振付師となった。
女性が作家、作曲家、演奏者、スタッフなどで参加することはあるが、男性が女性の服装で女性役を演じるなど出演者は全て男性である。毎年春の5週間、ケンブリッジで上演し、その後ニューヨーク、バミューダ諸島にツアー公演を行なう。
伝統的演技法の保存および革新的な新たな才能への訓練所としても機能している。出演者が全員男性、コンピューターやシンセサイザーを使わず全て生演奏、下品な冗談満載のばかばかしい脚本、学生ネタ、使い古された駄洒落など意図的にレトロな演劇手法を用い、ミュージカル劇団の博物館的役割も果たしている。
数十年経ってもなお新たな才能が誕生し続けている。プディング出身者は作家、演出家、そして劇場、テレビ、映画に出演する俳優として様々な芸術分野を牽引している。作詞家に与えられる高名なエド・クレバン賞においてプディング出身者が少なくとも3名が受賞している。2003年、プディングの脚本家マーク・オドネルがミュージカル『ヘアスプレー』の脚本を共同で執筆しトニー賞を受賞した。オドネルはほかにブロードウェイ・ミュージカル『クライ・ベイビー (ミュージカル)』の脚本も共同で執筆している。また『クライ・ベイビー』の作詞はプディング出身デイヴィッド・ジェイヴァーバウムが担当しており、ジェイヴァーバウムは『ザ・デイリー・ショー』の作家として受賞した11回を含む計13回エミー賞を受賞している。なお『ザ・デイリー・ショー』にはプディングの脚本家および部長であったコメディアンのモ・ロッカがゲスト出演したことがある。プディングの俳優のジェリー・コルカーはオフ・ブロードウェイ・ミュージカル『Three Guys Naked From the Waist Down 』でドラマ・デスク・アワード脚本賞を受賞した。テレビ・ドラマ『パークス・アンド・レクリエーション』、『ザ・オフィス』、『ボストン・パブリック』、映画『40男のバージンロード』に出演する女優のラシダ・ジョーンズは大学4年の時にこの作品の音楽を共同で作曲した。プディングで2作品の脚本を執筆したパリス・バークレイは『NYPDブルー』、『サンズ・オブ・アナーキー』、『glee/グリー』など数多くの映画やテレビのディレクターおよびプロデューサーを務めエミー賞を受賞し、2013年には全米監督協会会長に選任された。プディングの俳優で作曲家のローレンス・オキーフはオフ・ブロードウェイ『Bat Boy: The Musical 』、『ヘザース/ベロニカの熱い日』の作詞作曲を行なった。オキーフは妻でプディングの脚本家であったネル・ベンジャミンと共にブロードウェイ・ミュージカル『キューティ・ブロンド』の作曲を行なった。ベンジャミンは『The Explorers' Club 』の脚本で受賞したことがあり、ティナ・フェイと共に映画『ミーン・ガールズ』のミュージカル化に着手している。プディングの脚本家のマーク・オキーフは映画『ブルース・オールマイティ』、『もしも昨日が選べたら』の脚本を共同で執筆およびプロデュースした。プディングの脚本家のメーガン・アムラムは卒業直後Twitterの書き込みで有名になり、『パーク・アンド・レクリエーション』、『シリコンバレー (ドラマ)』などのテレビ番組の脚本を執筆し、共同執筆者のアレキサンドラ・ピトリは『ワシントン・ポスト』紙においてレギュラーでコラムを執筆している。プディングの俳優であったB・J・アヴレルは『アメージング・レース』で優勝し、熟練した船長でもある。プディングの俳優で部長でもあったジョン・バーマンはCNNのニュースキャスターを務め、リテラシーで悩んだ過去について本を2冊執筆した。

## 名前の起源
イタリアのポレンタと似た、コーンミールと糖蜜または蜂蜜などでできた粥のような植民地時代の食べ物「ヘイスティ・プディング」から名付けられた。作るのに安くて速いことから「ヘイスティ」とつけられている。当時ヘイスティ・プディングが主食であったのかデザートであったのか定かではないが、現在プディングの公演の開幕パーティやヘイスティ・プディング賞授賞式などバンケットなどのデザートとして扱われている。

## ヘイスティ・プディング賞
毎年著名な芸能人の中で、1951年からヘイスティ・プディング賞ウーマン・オブ・ザ・イヤー、1967年からヘイスティ・プディング賞マン・オブ・ザ・イヤーを選定している。1961年にジェーン・フォンダが予期せず授賞式に現れて以降、通常受賞者は真剣に受け止め授賞式に出席し、パレードや軽いスピーチを行なう。